# Harry Lemmens
Harry Lemmens is een Belgisch voormalig ondernemer en voetbalbestuurder. Hij was oprichter van een toeleverancier van Ford Genk en voorzitter van voetbalclub KRC Genk.

## Biografie
Beroepshalve was Harry Lemmens oprichter en eigenaar van Service Magazijn Limburg (SML), een toeleverancier van Ford Genk. 
In 2002 volgde hij Louis Croonen als voorzitter van de raad van bestuur van voetbalclub KRC Genk op. In juni 2006 volgde hij na de soap-Defour Jos Vaessen als interim-voorzitter op. Na een buitengewone algemene vergadering werd hij unaniem tot voorzitter gekozen. In tegenstelling tot zijn voorganger, die regelmatig met opvallende uitspraken de media haalde, werkte Lemmens vooral op de achtergrond. Begin 2009 volgde Herbert Houben hem op.
Lemmens bleef lid van de raad van bestuur tot 2017. Vervolgens werd hij adviseur bij een makelaarskantoor.